# Шампиньон лесной
Шампиньо́н лесно́й (лат. Agaricus silvaticus) — вид грибов из рода Шампиньон (Agaricus) семейства Шампиньоновые (Agaricaceae). 
Народные названия: благушка, колпак.
Научные синонимы:
- Agaricus sylvaticus Schaeff., 1774 (orth. var.)
- Psalliota silvatica (Schaeff.) P.Kumm., 1871
- Pratella silvatica (Schaeff.) Gillet, 1878
- Fungus silvaticus (Schaeff.) Kuntze, 1898

## Описание
Шляпка яйцевидно-колокольчатая, 7—10 см в диаметре, при созревании плоско-распростёртая, часто с выступающим бугром, ржаво-буро-коричневая, с многочисленными тёмными чешуйками.
Мякоть белая, при надломе краснеющая.
Пластинки сначала белые, затем красноватые и наконец тёмно-коричневые, вздутые к середине, суженые к концам.
Ножка 4—6 см высоты, 1—1,5 см ширины, цилиндрическая, часто слегка вздутая к основанию, с белым плёнчатым кольцом, часто исчезающим в зрелости.

## Распространение
Растёт с июля по октябрь в хвойных и смешанных лесах на почве, особенно часто встречается около муравьиных куч или на них. Съедобен.